# Gia (cràter marcià)
Gia és el nom d'un colossal cràter d'impacte al planeta Mart situat a 1.6° Nord i -59.8° Oest. L'impacte va causar un obertura de 96 quilòmetres de diàmetre en la superfície de la regió anomenada MC-10 Lunae Palus. El nom del cràter va ser aprovat en 1985 per la Unió Astronòmica Internacional en honor del municipi oscense de Gia.